# Wald-Zwenke
Die Wald-Zwenke (Brachypodium sylvaticum), auch Wald-Fiederzwenke genannt, ist eine Pflanzenart aus der Gattung Zwenken (Brachypodium) innerhalb der Familie der Süßgräser (Poaceae). Sie ist in Eurasien und Nordafrika weitverbreitet.

## Beschreibung

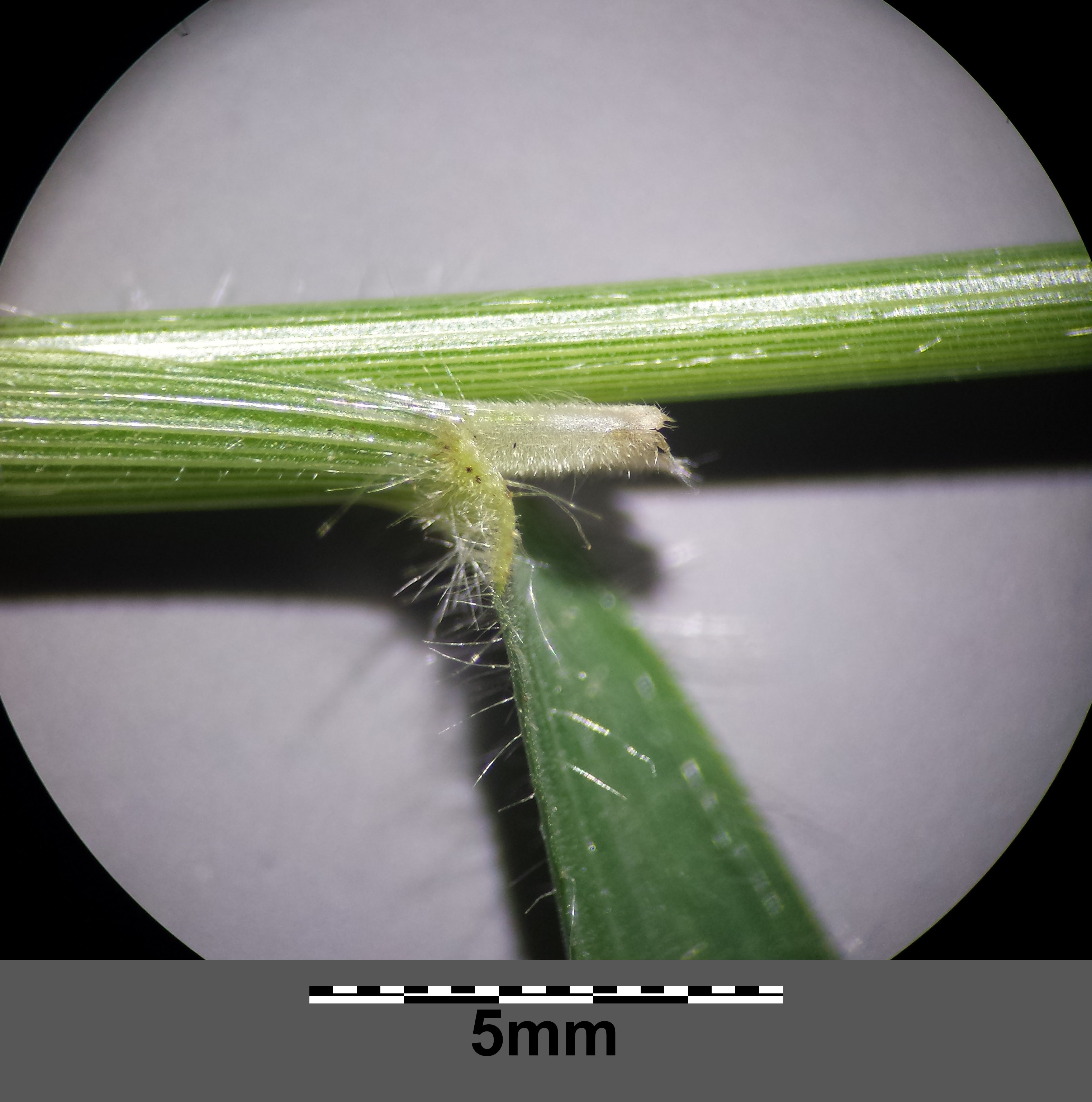
Stängel mit Blattscheide und Blatthäutchen

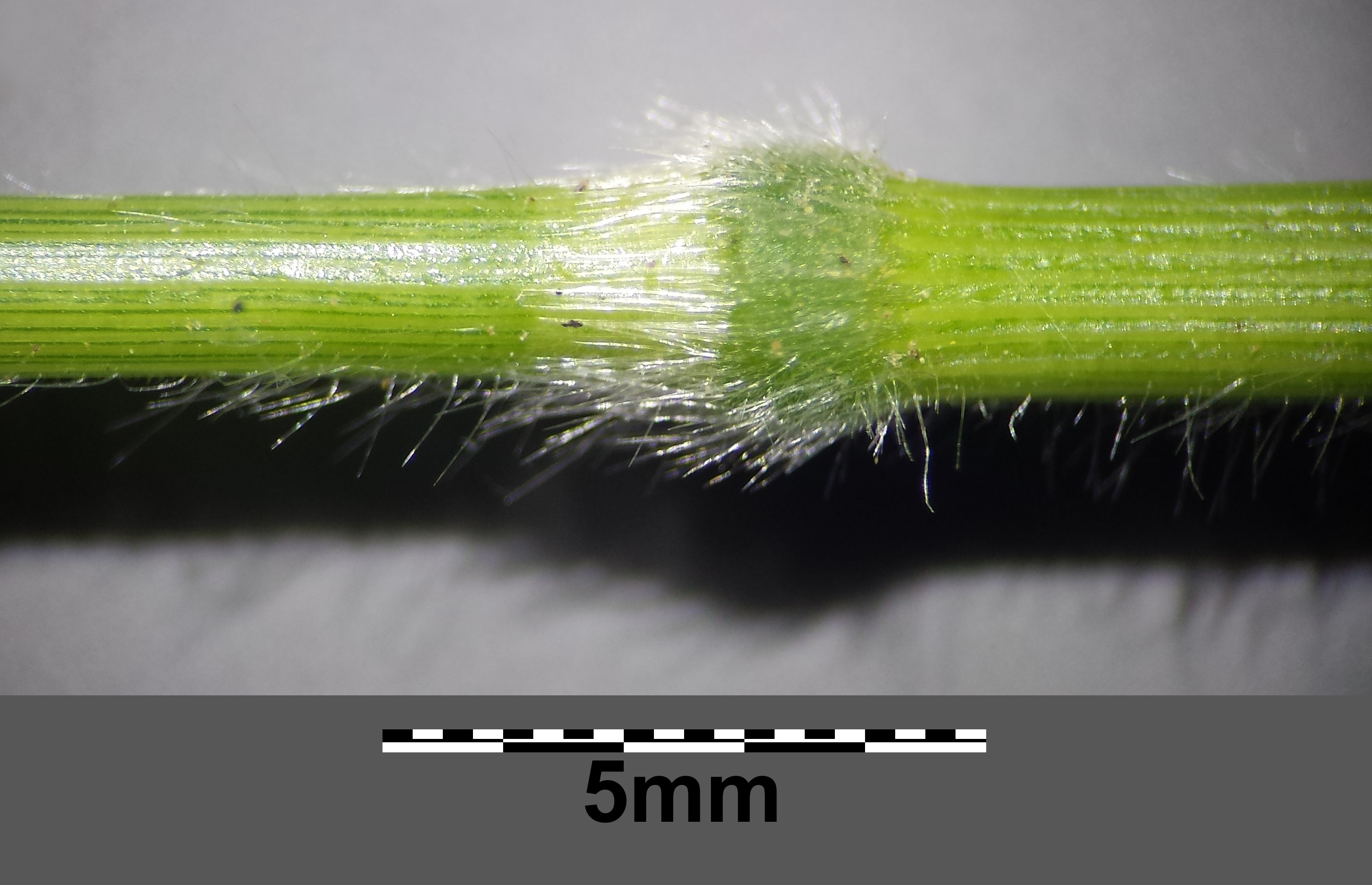
Dicht samtig behaarter Stängelknoten

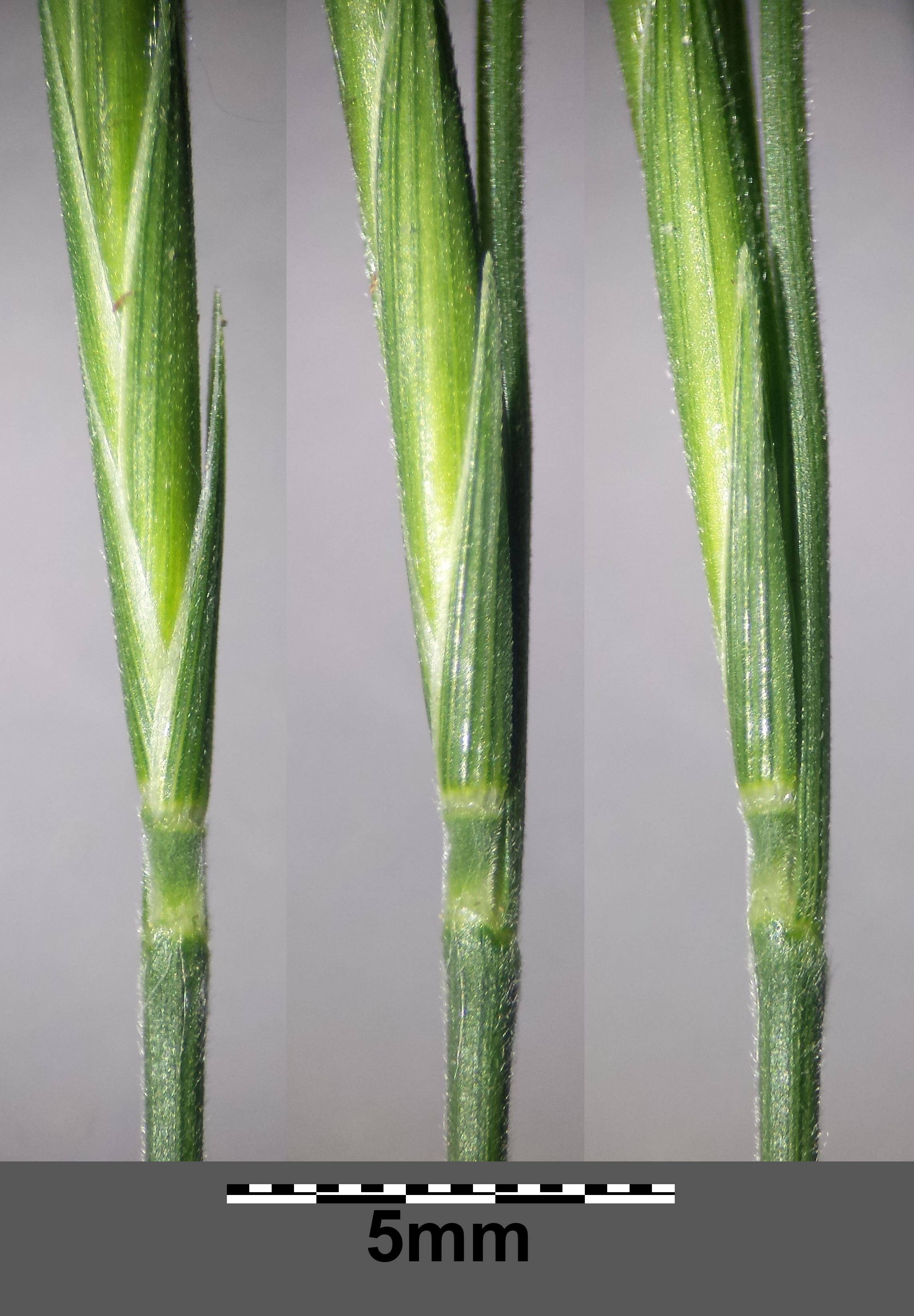
Kurz gestieltes Ährchen

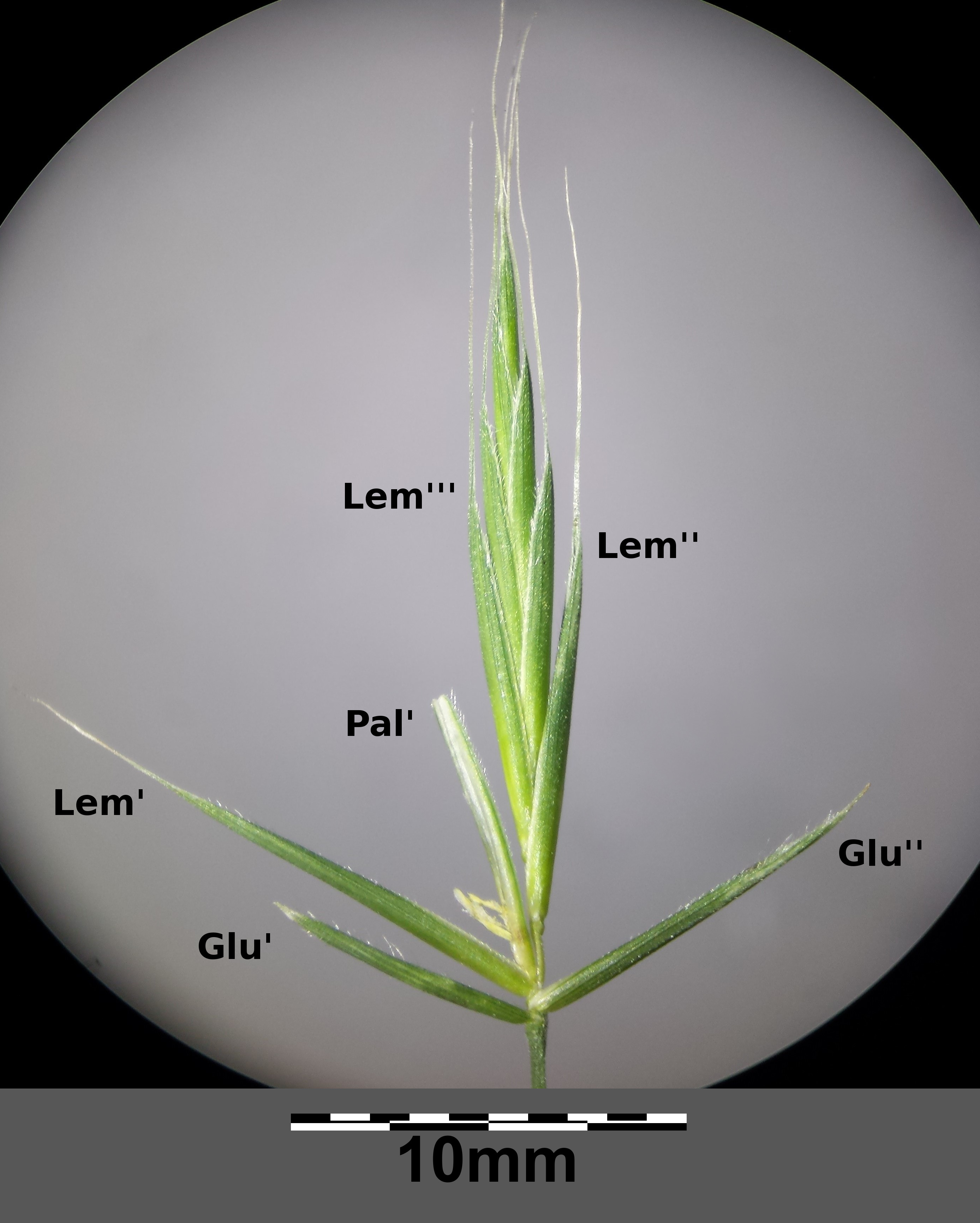
Ährchen mit Hüllspelzen (Glu), Deckspelzen (Lem) und Vorspelzen (Pal)

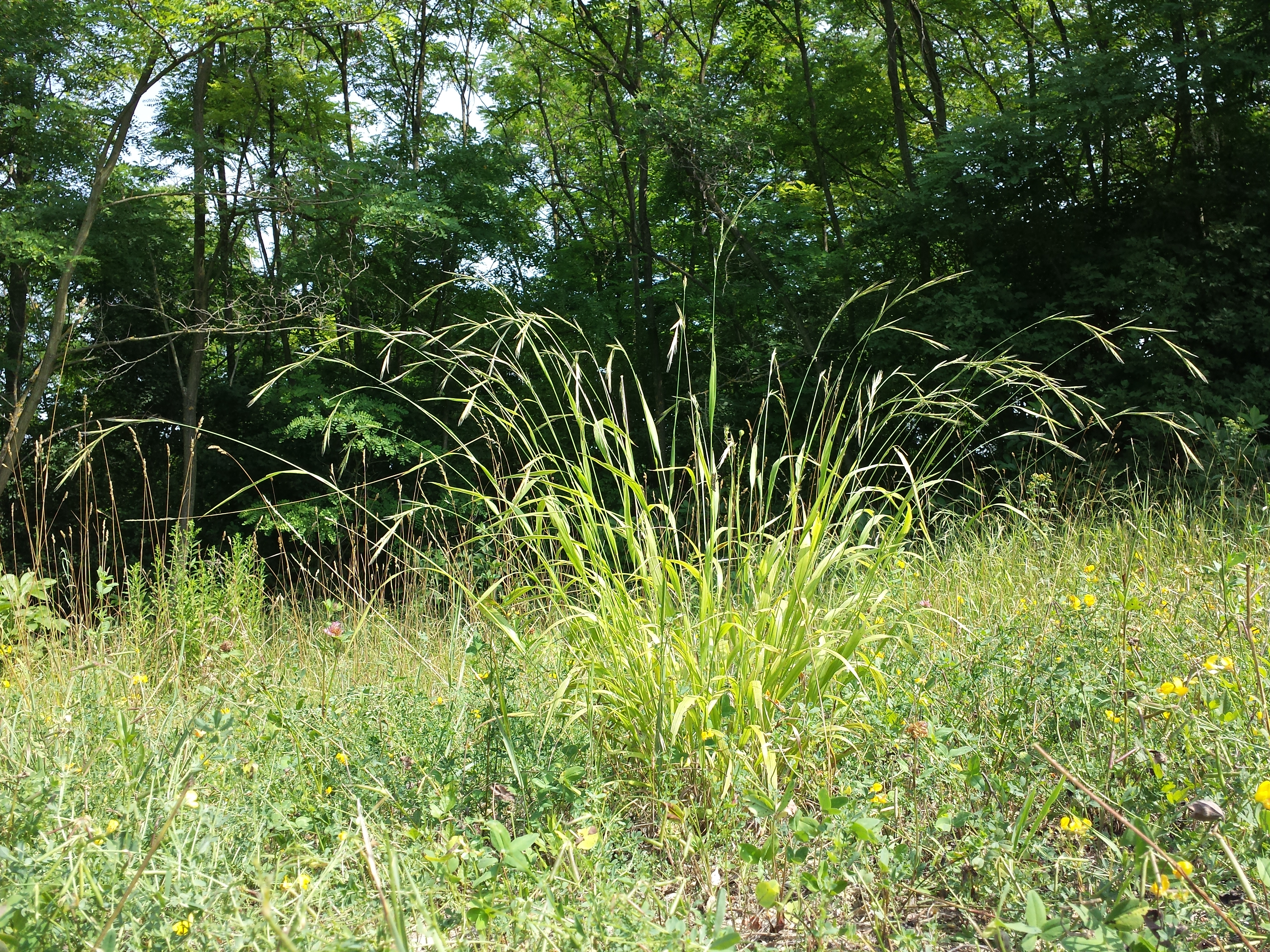
Habitus

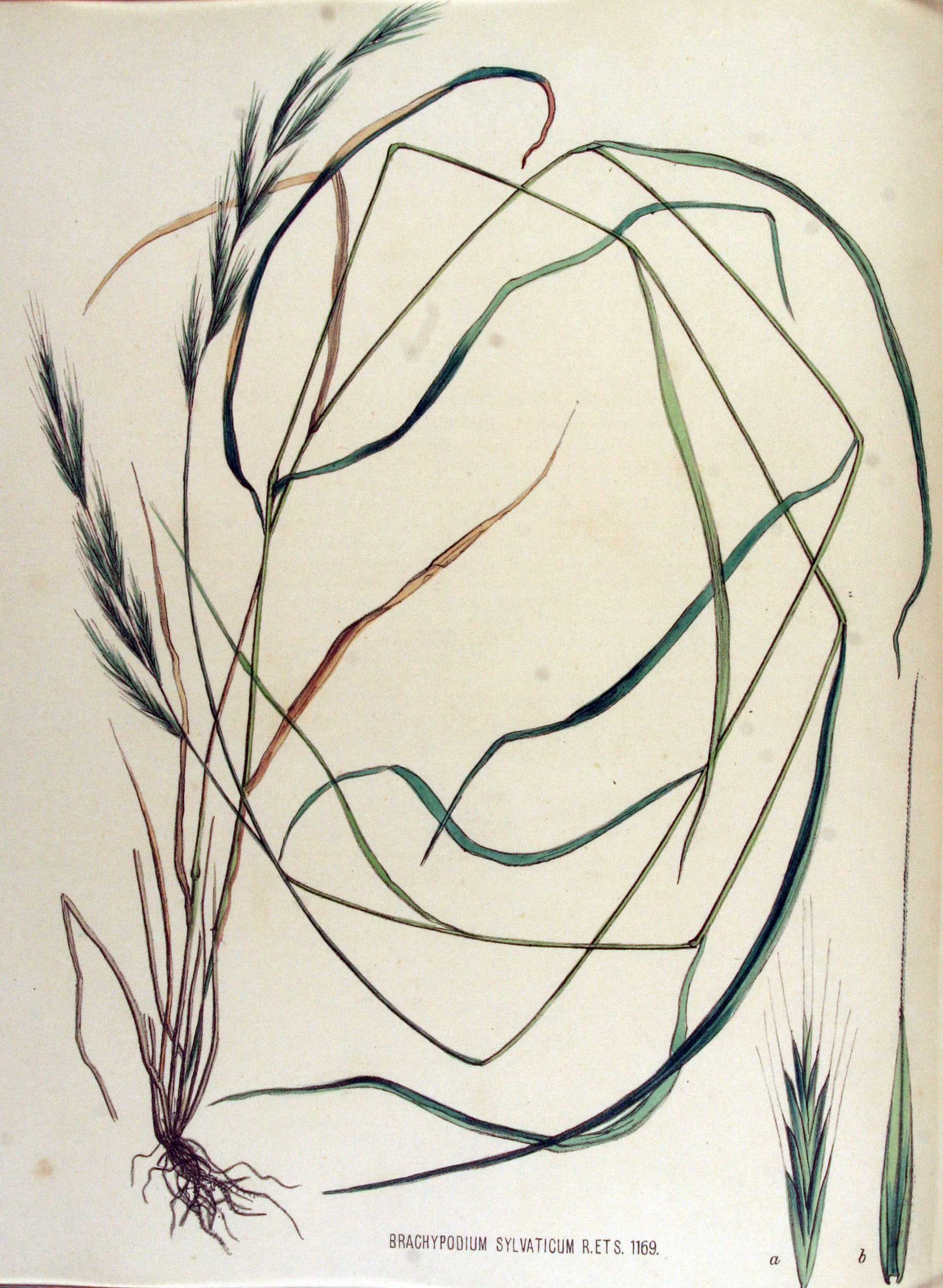
Illustration aus Flora Batava, Band 15

### Vegetative Merkmale
Die Wald-Zwenke wächst als ausdauernde krautige Pflanze und erreicht Wuchshöhen von 40 bis 120 Zentimetern. Sie bildet keine oder nur sehr kurze unterirdische Ausläufer und dichte Horste. Die Erneuerungssprosse wachsen hauptsächlich innerhalb der untersten Blattscheiden empor (intravaginal). Die Halme sind kahl, lediglich an den Knoten sind sie behaart.
Die Blattscheiden sind kahl, die untersten sind jedoch abstehend behaart. Die Ligula ist als 1 bis 4 Millimeter hoher, häutiger Saum ausgebildet. Die Blattspreiten der Erneuerungstriebe sind weich, dunkelgrün, etwa 10 Zentimeter lang und 4 bis 6 (bis 8,5) Millimeter breit. Die Blattunterseite ist matt und zerstreut behaart. Der Blattrand ist bewimpert.

### Generative Merkmale
Die Blütezeit reicht von Juli bis August (bis Oktober). Der aufrechte, später überhängende, traubige Blütenstand ist 8 bis 15 Zentimeter lang und enthält fünf bis neun, selten bis zu zwölf Ährchen. Die Ährchenstiele sind 0,6 bis 1,4 Millimeter lang, sowie dicht und kurz behaart. Die wechselständig an der Hauptachse stehenden Ährchen enthalten sechs bis elf (bis fünfzehn) Blüten. Ohne Granne ist das Ährchen 20 bis 30 (bis 40) Millimeter lang. Zur Reife fallen die Blütchen einzeln aus den Hüllspelzen, die stehenbleiben. Die häutigen Hüllspelzen sind fast gleich, meist kurz behaart. Die untere Hüllspelze ist fünf- bis siebennervig und bei einer Länge von 6 bis 10 Millimetern lanzettlich mit spitzem oberen Ende. Die obere Hüllspelze ist sieben- bis neunnervig, 8 bis 12 (bis 15) Millimeter lang. Sie ist breit lanzettlich und spitz oder läuft in eine bis 3,5 Millimeter lange Granne aus. Die Deckspelzen sind siebennervig, 9 bis 12 Millimeter lang, länglich-lanzettlich und laufen in eine 8 bis 15 Millimeter lange Granne aus. Sie ist derbhäutig und an den Rändern behaart. Die Granne der oberen Deckspelze jedes Ährchens ist mindestens so lang wie die Deckspelze. Die Vorspelzen sind zweinervig, etwa so lang wie die Deckspelzen und schmal-elliptisch. Sie sind am oberen Ende abgeschnitten und haben kurz behaarte Kiele. Die Staubbeutel sind 3 bis 5 Millimeter lang, jedoch acht- bis zehnmal so lang wie breit.
Die Frucht (Karyopse) ist 5 bis 8,5 Millimeter lang. Sie hat an der Spitze ein schmales, häutiges, kurz behaartes Anhängsel. Wie bei allen Brachypodium-Arten hat die Frucht einen sichelförmigen Querschnitt.
Die Chromosomenzahl beträgt 2n = 14, 16, 18, 28, 44 oder 56.

## Vorkommen
Die Wald-Zwenke ist von Nordafrika und Makaronesien, von praktisch ganz Europa über Asien bis nach Indonesien und Japan weitverbreitet. Sie ist vor allem ein ozeanisch-subozeanisches Florenelement, in Ostasien kommt sie eher tropisch-montan vor. In Amerika und Neuseeland ist sie ein Neophyt. In Europa kommt sie in fast allen Ländern vor und fehlt nur in Island, Serbien und Nordmazedonien.
In Mitteleuropa ist die Wald-Zwenke von der Ebene bis in Höhenlagen von 1200 Metern verbreitet und häufig. In den Allgäuer Alpen steigt sie in Bayern südwestlich der Grabbichelhütte bei Bolsterlang bis zu einer Höhenlage von 1125 Metern auf. In Graubünden erreicht sie bei Tinizong-Rona 1650 Meter.
Im nordwestlichen Deutschland ist die Wald-Zwenke zerstreut bis selten. In Mitteleuropa gedeiht sie hauptsächlich in anspruchsvollen Laubmischwäldern und Auwäldern, in Gebüschen, auf Waldschlägen und an Waldsäumen.
Die Wald-Zwenke gedeiht am besten auf frischen, nährstoffreichen, basenreichen bis mäßig sauren, humusarmen, lockeren, sandigen oder reinen Lehm- und Tonböden. Sie ist eher kalkliebend. Sie wächst vornehmlich auf frischen bis feuchten, oft wasserzügigen Standorten. Sie ist eine Halbschatten- bis Schattenpflanze sowie ein Lehmzeiger.
Die ökologischen Zeigerwerte nach Landolt et al. 2010 sind in der Schweiz: Feuchtezahl F = 3+w (feucht aber mäßig wechselnd), Lichtzahl L = 3 (halbschattig), Reaktionszahl R = 3 (schwach sauer bis neutral), Temperaturzahl T = 3+ (unter-montan und ober-kollin), Nährstoffzahl N = 3 (mäßig nährstoffarm bis mäßig nährstoffreich), Kontinentalitätszahl K = 3 (subozeanisch bis subkontinental).
Die Wald-Zwenke ist eine Klassen-Kennart der Sommergrünen Laubwälder (Querco-Fagetea), besonders der Eschen-, Erlen- und Hartholzauwälder (Alno-Ulmion) und in feuchten Buchen- und Edellaubmischwäldern (Fagetalia sylvaticae), sowie auch in Flaumeichenwäldern (Quercion pubescentis).
Im US-Bundesstaat Oregon gilt die Wald-Zwenke als invasive Pflanze.

## Systematik
Die Erstveröffentlichung erfolgte 1762 unter dem Namen (Basionym) Festuca sylvatica durch William Hudson in Flora Anglica, S. 38. Die Neukombination zu Brachypodium sylvaticum (Huds.) P.Beauv. wurde 1812 durch Ambroise Marie François Joseph Palisot de Beauvois in Essai d’une nouvelle Agrostographie; ou nouveaux genres des graminées S. 101 veröffentlicht. Weitere Synonyme für Brachypodium sylvaticum (Huds.) P.Beauv. sind: Brachypodium sylvaticum subsp. pubescens (Peterm.) Tzvelev, Brachypodium pubescens (Peterm.) Mussajev.
Von Brachypodium sylvaticum gibt es etwa drei Unterarten:
- Brachypodium sylvaticum (Huds.) P.Beauv. subsp. sylvaticum
- Brachypodium sylvaticum subsp. spryginii Tzvelev: Dieser Endemit kommt nur auf der Krim vor.[3]
- Brachypodium sylvaticum subsp. creticum H.Scholz & Greuter: Dieser Endemit kommt auf Kreta nur in der Präfektur Chania. Sie wächst nur in den Lefka Ori in Felsnischen, wechselfeuchten Bodenvertiefungen und in Igelpolsterheiden in Höhenlagen von 1100 bis 2100 Meter. Die Unterart erreicht Wuchshöhen von meist 20 bis 50 (12 bis 73) Zentimetern. Die Stängelblätter messen 5,5 bis 12 (selten 3 bis 16) Zentimeter. Die Traube besteht aus zwei bis vier, selten fünf Ährchen und nickt nur wenig. Die obere Hüllspelze misst meist 6,6 bis 7,5 (5,4 bis 9) Millimeter, ihre Granne bis zu 0,5 Millimeter. Die Granne der Deckspelze ist 5 bis 7 (selten ab 4,5) Millimeter lang.[7]